# Filip Rejlek
Filip Rejlek est un joueur tchèque de volley-ball né le 10 mai 1981 à Příbram (Bohême-Centrale). Il mesure 1,97 m et joue attaquant.

## Clubs
| Club                 | Pays               | De           | À             |
| -------------------- | ------------------ | ------------ | ------------- |
| Dukla Libereč        | République tchèque | 1999-2000    | 2004-2005     |
| Spacer's de Toulouse | France             | 2005-2006    | 2007-2008     |
| Paris Volley         | France             | 2008-2009    | 2008-2009     |
| Tourcoing LM         | France             | 2009-2010    | 2010-2011     |
| Montpellier UC       | France             | octobre 2011 | Novembre 2011 |
| Vivo Minas           | Brésil             | 2011-2012    | 2013-2014     |

## Palmarès
- Vainqueur du championnat de France en 2009
- Vainqueur championnat de République tchèque en 2001 et 2003